# Chouday
Chouday és un municipi francès, situat al departament de l'Indre i a la regió de Centre – Vall del Loira. L'any 2007 tenia 165 habitants.

## Demografia

### Població
El 2007 la població de fet de Chouday era de 165 persones. Hi havia 56 famílies, de les quals 8 eren unipersonals (8 dones vivint soles i 8 dones vivint soles), 20 parelles sense fills i 28 parelles amb fills.
La població ha evolucionat segons el següent gràfic:
Habitants censats

### Habitatges
El 2007 hi havia 74 habitatges, 60 eren l'habitatge principal de la família, 4 eren segones residències i 10 estaven desocupats. Tots els 74 habitatges eren cases. Dels 60 habitatges principals, 47 estaven ocupats pels seus propietaris i 13 estaven llogats i ocupats pels llogaters; 4 tenien dues cambres, 8 en tenien tres, 14 en tenien quatre i 34 en tenien cinc o més. 52 habitatges disposaven pel capbaix d'una plaça de pàrquing. A 18 habitatges hi havia un automòbil i a 40 n'hi havia dos o més.

### Piràmide de població
La piràmide de població per edats i sexe el 2009 era:
| Homes | Edats   | Dones |
| ----- | ------- | ----- |
| 0     | 95 o +  | 0     |
| 0     | 90 a 94 | 0     |
| 4     | 85 a 89 | 0     |
| 0     | 80 a 84 | 4     |
| 4     | 75 a 79 | 0     |
| 0     | 70 a 74 | 4     |
| 12    | 65 a 69 | 0     |
| 4     | 60 a 64 | 12    |
| 0     | 55 a 59 | 4     |
| 4     | 50 a 54 | 4     |
| 4     | 45 a 49 | 4     |
| 12    | 40 a 44 | 4     |
| 8     | 35 a 39 | 12    |
| 0     | 30 a 34 | 0     |
| 4     | 25 a 29 | 0     |
| 8     | 20 a 24 | 0     |
| 4     | 15 a 19 | 8     |
| 0     | 10 a 14 | 0     |
| 0     | 5 a 9   | 4     |
| 4     | 0 a 4   | 0     |

## Economia
El 2007 la població en edat de treballar era de 101 persones, 83 eren actives i 18 eren inactives. De les 83 persones actives 78 estaven ocupades (43 homes i 35 dones) i 5 estaven aturades (3 homes i 2 dones). De les 18 persones inactives 8 estaven jubilades, 6 estaven estudiant i 4 estaven classificades com a «altres inactius».

### Ingressos
El 2009 a Chouday hi havia 60 unitats fiscals que integraven 165,5 persones, la mediana anual d'ingressos fiscals per persona era de 22.424 €.

### Activitats econòmiques
Dels 10 establiments que hi havia el 2007, 4 eren d'empreses extractives, 4 d'empreses de fabricació d'altres productes industrials, 1 d'una empresa de construcció i 1 d'una empresa classificada com a «altres activitats de serveis».
Dels 2 establiments de servei als particulars que hi havia el 2009, 1 era una lampisteria i 1 perruqueria.
L'any 2000 a Chouday hi havia 12 explotacions agrícoles.

## Poblacions més properes
El següent diagrama mostra les poblacions més properes.